# 436 f.Kr.

## Händelser

### Efter plats

#### Grekland
- Efter Perikles besök vid Svarta havet grundas en stor atensk koloni vid Amfipolis. Detta ligger pinsamt nära en korinthisk utpost vid Potidaia i Chalkidike. Korinth känner sig därmed indirekt pressat av Aten.

## Födda
- Isokrates, grekisk retoriker, moralfilosof och orator, en av de tio attiska talarna (död av självsvält 338 f.Kr.)
- Artaxerxes II, kung av Persiska riket (omkring detta år; död 358 f.Kr.)

## Avlidna
- Zengcius, kinesisk filosof (född 505 f.Kr.)